# Lac du Banc de Sable
Lac du Banc de Sable är en sjö i Kanada.   Den ligger i regionen Saguenay–Lac-Saint-Jean och provinsen Québec, i den östra delen av landet, 500 km nordost om huvudstaden Ottawa. Lac du Banc de Sable ligger 198 meter över havet. Arean är 1,9 kvadratkilometer. Den sträcker sig 3,1 kilometer i nord-sydlig riktning, och 1,2 kilometer i öst-västlig riktning.
I omgivningarna runt Lac du Banc de Sable växer i huvudsak blandskog. Trakten runt Lac du Banc de Sable är nära nog obefolkad, med mindre än två invånare per kvadratkilometer.